# Nagyér
Nagyér é um município da Hungria, situado no condado de Csongrád-Csanád. Tem 12,29 km² de área e sua população em 2019 foi estimada em 527 habitantes.